# 石田雨龍
石田雨龍（日语：／ Ishida Uryuu）是日本漫畫《BLEACH》中的主要角色之一。在日本地區第四回BLEACH人氣投票排行榜中，排行第五名。

## 人物

### 外表與性格
黑崎一護的同學兼遠親，是兩百多年前因除靈原理嚴重影響生死靈平衡，被死神殲滅的滅卻師倖存後代。留著午夜藍的中分短髮（於第二部劇情改成側分短髮），其容貌與深藍色的雙眼皆遺傳自父親龍弦，臉型和髮色則是遺傳自母親葉繪，配戴銀框眼鏡，血型為AB型。在學校裡是優等生，考試成績接連名列榜首，同時也是四位主角中成績最好的。他在校内穿著校服，在外則穿滅卻師的白色衣裝（動畫原創集數裡，曾經換穿輕便的夏季便服和冬季衣褲，住院期間亦曾短暫地換穿病患服）。身為空座第一高校手工藝部社長，對裁縫特别在行。似乎有幫人修補物件時，做額外修改的習慣。當他替魂作修補時，常常設計並加上一些少女風格的緞帶花樣，令魂非常懊惱（還在魂的頭部後方，縫上滅卻師的十字記號）。善長烹飪，拿手菜是鯖魚味噌煮。喜歡拉鍊，討厭鈕扣，本身有低血壓的狀況。為了以防萬一，總是隨身準備繃帶以及更換用的滅卻師披肩。護廷十三隊十一番隊副隊長草鹿八千流還曾經用「鉛筆」來暱稱他。
平時雨龍是一位靦腆、安静的人，但當有人在場時他會盡量讓自己在别人面前顯得酷一些。討厭拖延時間，擁有強烈的正義感。但時常發生情緒激動吐嘈的情況，偶爾會將自己不喜歡的食物留給別人。據茶渡泰虎所稱，雨龍的個性其實相當固執，只要是他做出決定的事，旁人都很難說服他改變主意。自身的靈能感知力相當敏銳，高中入學時，雨龍已經察覺到一護的強大靈力，他是最先發現一護得到死神能力的人類，也是最早察覺露琪亞死神身分的人。由於自身的能力特性，雨龍是少數可藉著凝聚靈子在空中飛行的人類，而且在靈子濃度高的地方戰鬥會佔有優勢。作者在附錄特典集賦予雨龍的關鍵詞為「滅」。

### 身世與經歷
雨龍出身於滅卻師遺族的石田家，是家庭裡的獨生子。父親龍弦為繼承石田家純正滅卻師血統的獨傳後裔；母親葉繪則是曾於石田家擔任侍女的混血滅卻師。自幼年時期開始，雨龍便在祖父宗弦的培養和指導下，練就了滅卻師的本領。雖然從祖父口中，得知滅卻師一族在兩百多年前被死神殲滅的事蹟，但由於雨龍認為這段歷史只是古老的故事，加上宗弦的開導與解釋，因而沒有對此繼續深入探討，甚至還認為死神方的作法是正確的。在他9歲那年，滅卻師的始祖優哈巴哈為了執行滅卻師的種族清洗行動兼恢復自己的力量，不惜奪取所有混血滅卻師的力量據為己用，這場種族肅清行動導致雨龍的母親葉繪從6月17日起便失去意識昏迷不醒，並且在三個月後不幸身亡。後來在多年前的某日，宗弦和雨龍來到一座樹林間時，忽然遭遇五頭特大虛的襲擊。當時的雨龍因為感到害怕而躲在一旁，目擊宗弦獨自挺身對抗虛、但最終仍寡不敵眾遭到殺害的畫面。死神們沒有及時趕到拯救他的祖父，便成了雨龍憎恨死神的原因之一。
相對地，他的父親龍弦雖擁有相當高超的滅卻師能力，但因為對滅卻師缺乏熱情而選擇當一位醫師，同時父子倆之間的互動關係亦相當冷漠。雨龍在母親身故後，親眼看見父親解剖母親的遺體，對於父親的作法無法認同，遂立志成年後絕不繼承父親的衣缽擔任醫師。現時和龍弦分開，獨自在外生活。儘管龍弦在劇中幾次對雨龍伸出援手，不過雨龍對於龍弦一直抱持著不以為然的態度，也只有在面臨緊要關頭的時候，才會破例尋求龍弦的協助。
值得一提的是，雖然雨龍在高中入學時，便開始注意著具備強大靈力的黑崎一護，但由於一護不擅長認人與靈壓感知能力不佳的特性，加上雨龍向來低調的行事作風，以至於一護見到滅卻師裝扮的雨龍、並在隔天向織姬詢問關於他的細節以前，都還不知道雨龍就是自己的同班同學。此外，一護和雨龍雖然都沒有察覺，然而在某些性格方面，卻和對方頗為相像，而且兩人之間的互動模式，還和彼此的父親（一心與龍弦）有著許多相似之處。

## 漫畫劇情表現
初登場時在路上和黑崎一護擦身而過（動畫版在教室初次露臉），黑崎一護和朽木露琪亞追蹤虛的某個夜晚，雨龍出現在兩人面前，使用靈弓消滅了一隻虛。後來私底下再度和一護見面，對他表示死神沒有存在的必要。為了和一護較量高下，雨龍使用誘餌引來大量的虛，表示24小時內殲滅最多虛的為勝者。然而此舉除了招引大量的虛襲擊空座町，間接造成茶渡泰虎和井上織姬的內在能力在戰鬥中覺醒以外，甚至還引來了一隻一般的死神根本無法處理的基力安級的大虛襲擊現世（後來在空座町篇提到，那隻被誘餌引來現世的基力安，其實是藍染惣右介有意安排的），雖然一護在受到大虛的攻擊後，用全開的靈力使出的斬擊擊退了大虛，但是卻讓自己的靈力釋放失去控制。為了避免一護被自己失控的靈壓吞沒而魂飛魄散，雨龍拼命將一護過度釋放的靈力化成靈箭射向天空，使一護因此逃過一劫。事後雨龍因此體悟到：祖父真正渴望的，是滅卻師與死神的合作關係。至此才和一護化敵為友。

### 屍魂界拯救篇
當朽木白哉和阿散井戀次來到現世準備帶走露琪亞時，雨龍奮力地保護她，但是被戀次三兩下砍成重傷。接受浦原喜助的治療後，雨龍委託浦原幫忙照顧身受重傷的一護，便先行返家休養。由於對自己敗給死神一事感到相當不滿，加上討厭死神的緣故，為了戰勝死神，雨龍甚至還戴上滅卻師祖傳的散靈手套，獨自修行了十天，和黑崎一護等人同赴屍魂界拯救露琪亞。當一行人在志波姊弟住處學習靈珠核的操作方式時，雨龍是第二個掌握訣竅做出靈子防護牆的對象，但不同於其他夥伴製造的圓形防護罩，他製造的防護牆呈現細長的形狀，被旁觀的志波家僕人金彥與銀彥點出這是因為雨龍的個性使然，才會呈現出這般結果。
在一行人用人肉砲彈的方法強行進入瀞靈廷後，眾人因為突破瀞靈廷守護結界時的衝擊而四散各地。雨龍與飛到同一處的井上織姬一起行動並多次保護她，途中還擊敗了同樣使用飛行武器的七番隊第四席一貫坂慈樓坊，為了行動方便，還從兩位死神身上取得死霸裝作偽裝。當兩人遇上了十二番隊隊長涅繭利時，查覺到對方來意不善的雨龍迫於情況緊急，委託在旁的十一番隊員荒卷真木造將織姬帶離現場。原本因為攻擊射程較長而佔據優勢的他，受到涅繭利的斬魄刀能力影響，一度被對方封鎖了行動能力。此時涅繭利道出當年為了取得宗弦的靈魂進行實驗，刻意命令死神延遲救援令宗弦死亡的真相，還當著雨龍的面前拋出宗弦經過慘無人道的殘酷實驗後的相片。眼看著雨龍就要變成涅繭利的實驗材料時，雨龍以滅卻師的最終形態和涅繭利對決，將卍解狀態下的涅繭利以一擊擊倒，但他付出的代價是失去滅卻師的能力。事後涅繭利因為傷勢過重，將自己化成液體逃離現場，至於涅繭利的從屬副官涅音夢，為了感謝雨龍沒有殺害涅繭利，將金色疋殺地藏的解毒劑交給雨龍服下。
解毒後的雨龍，聲明他還沒有放棄追殺涅繭利的念頭便轉身離去，卻在失去滅卻師能力，導致體力衰弱之時，遇上當時的九番隊長東仙要，被東仙使出斬魂刀「清蟲」的超聲波擊倒，但東仙不僅對雨龍手下留情，還替他申請入住四番隊救護所療傷，雨龍因此和茶渡泰虎與志波岩鷲在拘留所會合。後來因為織姬獲得更木劍八、草鹿八千流、斑目一角、綾瀨川弓親的協助破壞拘留所，茶渡、雨龍、岩鷲得以順利脫困。之後一行人還趕到雙殛之丘，目睹了藍染惣右介前往虛圈的畫面。
屍魂界拯救篇尾聲，雨龍拜託織姬將一件特別修改過的洋裝贈與露琪亞。但是茶渡為此評價雨龍「比較擅長設計女裝」，織姬還因此誤認雨龍喜歡露琪亞。後來返回現世，得知浦原喜助一開始沒有透露關於崩玉的實情，以及一護獲頒代理死神許可證的事情後，雨龍雖然對於屍魂界頒發代理死神許可證的動機以及其他代理死神的存在抱持懷疑態度，卻沒有將他的想法告訴一護。隨即特地聲明下次和一護見面時，兩人就已經是敵對狀態，便先行跳下浦原的飛行布綾和一行人告別。儘管如此，雨龍在日後的劇情裡得知一護等人遇上危險時，還是會主動幫助一護等人度過難關，也因此被茶渡形容是個性格不坦率的男人。

### 破面篇
回到現世之後，雨龍的滅卻師能力一天天的減弱，最終完全消失。就在破面群來到現世的前幾天，在回家的途中他突然遭遇到大虛的攻擊。雖然設法用滅卻師的道具與之對抗但仍舊陷入危機。就在千鈞一髮之際，一直被雨龍認為不具有滅卻師的力量的父親石田龍弦突然現身打倒了大虛。之後雨龍答應他父親不再與死神來往的條件，在龍弦的指導下修行恢復了滅卻師的能力。
為了救回被擄走的井上織姬，雨龍跟隨一護及茶渡一同入侵虚圏。和同樣能發射靈子進行攻擊的破面艾斯林格戰鬥，以恢復的滅卻師力量輕鬆戰勝，之後與阿散井戀次和露琪亞會合。進入虛夜宮後，遭遇到前十刃緹魯蒂·桑達薇琪，在靈箭直接攻擊不奏效的情況下，使用了滅卻師的另一種武器成功擊倒對手。但是之後在對陣十刃的第八刃薩耶爾阿波羅時，因為被封鎖了靈弓而陷入絕境。雖然成功和戀次合作讓對方掉入陷阱但仍無法打倒他。之後在薩耶爾阿波羅解放能力後與戀次一同被對方的詭異能力重創內臟。危急時刻被趕到現場的涅繭利所救，由於雨龍的身上已經被涅繭利事先植入了監視用的細菌，因此涅繭利能對薩爾阿波羅的招式做出應對措施。涅繭利打敗薩耶爾阿波羅後，涅繭利與涅音夢亦協助雨龍與戀次處理傷勢（不過雨龍因為知道對方是會做人體實驗的瘋狂科學家，因此最初極力反抗，但仍被音夢制伏）。
及後雨龍趕到第五之塔，運用地雷將第十刃牙密炸到虛夜宮底層，還答應織姬的要求帶她一起到達虛夜宮的天頂上，目睹了一護被烏爾奇奧拉施以致命一擊。一護倒下後，雨龍接替他和烏爾奇奧拉戰鬥，卻不慎被二段歸刃後的烏爾奇奧拉利用虛閃破壞掉其左手（動畫版改爲雨龍左手骨折並帶有輕度燒傷）。之後又為了阻止完全虛化的一護繼續對烏爾奇奧拉僅剩的身軀出手，遭失去理智的一護用刀刺傷。接受了織姬的治療後，雨龍跟著露琪亞、織姬、茶渡、戀次離開虛圈，與剛剛與藍染結束了戰鬥的一護會合。還被浦原告知一護因施展無月而喪失死神力量的消息。
空座町大戰結束後，雨龍跟著露琪亞、茶渡、織姬探視剛從昏睡狀態清醒的一護，並且在時任學生會長 淺野瑞穗的軟硬兼施之下，成為接任的學生會長。他深信一護將來會再度取回自己的力量，故決定暫時接下死神代理代行的職位，在接下來的日子裡協助前者執行消滅虛的工作。

### 死神代理消失篇

第二部劇情的雨龍

空座町大戰結束1年5個月後，雨龍升上了高中三年級，除了被分配到不同的班級以外，還成為空座第一高校的第25屆學生會長。原本覆蓋雙耳的中分頭髮，變成露出左耳的側分短髮，還換了另一副眼鏡。由於他認為在空座町駐守的車谷善之助能力比想像中還糟糕，因此接受了浦原喜助的邀請，開始在空座町負責消滅虛的工作（但在動畫版原創第347集，織姬卻提到一護失去力量的1年5個月期間，茶渡泰虎亦協助雨龍在空座町執行消滅虛的工作）。當黑崎一護被不良少年找麻煩的時候，雨龍出手教訓了那群不良少年，並且表示之後會透過簡訊跟一護談論有關虛的問題。
就在銀城空吾開始跟黑崎一護接觸沒多久，雨龍察覺一護身邊開始出現久違的靈壓。後來雨龍在返家途中路過一護的住家，發現井上織姬試著詢問一護身邊的異常情況，決定著手調查附近地區，卻遇見當時在屋簷上走動的月島秀九郎。他試著去追趕對方，卻被隨行在後方的銀城空吾砍斷右臂（動畫版則是發現月島在電纜上行走，雨龍被改成右臂受傷，但眼鏡沾到血且掉到地面），身受重傷倒在地上，被送到醫院進行急救。獲知此事的一護和織姬趕到醫院探視雨龍，但雨龍卻對父親龍弦出面說明一事感到相當不悅，也不願透露襲擊事件的相關細節。根據龍弦的說法，雨龍是被獲得特殊力量的人類襲擊，不過因為雨龍並不清楚對方的底細，才會在被襲擊後說不出對方的相關情報。
雨龍委託織姬到醫院幫他療傷後，由於無法對一護的靈壓變化坐視不管，加上織姬主動告知遭月島襲擊一事，使得雨龍在傷勢剛痊癒沒多久便擅自離開醫院（動畫版增加離開醫院試圖拯救被月島影響的茶渡與織姬，並調查一護身邊親友的劇情），前往月島所在的大宅邸協助一護對抗銀城和月島，還揭發自己遭銀城襲擊的真相，但仍不敵月島的攻勢而遭到重創。在接受露琪亞的緊急治療，和一護與銀城被轉移到雪緒的能力空間裡之後，雨龍告訴一護，當初一護等人救出露琪亞並回到現世時，他就已經在思考在一護之前，還有其他代理死神的存在，但當時因為有所顧慮才沒有說出他的想法，並為此和一護致歉；至於一護，則表示就算雨龍當時提出這項觀點，他也無從防備，再加上自己並不在意這件事，便要求雨龍別將此事放在心上，和一護聯手對抗銀城（動畫版增加事後與一護的其他親友聚在小野瀨川旁，迎接剛從屍魂界回到現世的一護的劇情）。

### 千年血戰篇
特大虛襲擊空座町的夜晚，雨龍跟著茶渡和織姬來到現場協助一護作戰，為遭到虛襲擊重傷的龍之介與志乃解圍。卻在事發兩天後，和一行人遇見自稱阿茲基爾羅·伊邦的男子。起初，雨龍認為一護可以自行解決像伊邦這種程度的對手，所以沒有上前支援對方；但在一護擊退伊邦並返回住處的同時，一行人卻透過龍之介的傳令神機，獲知屍魂界遭敵人入侵並造成117名死神喪生的消息。對此雨龍猜測，屍魂界希望一護知道事發的經過並提供某種形式的協助，才會透過龍之介轉達這項消息，隨即告訴一護做好準備並等候屍魂界的消息。
妮露與沛薛來到現世告知虛圈失守的消息後，一護準備號召夥伴前往虛圈展開救援行動，但雨龍礙於個人因素的考量，只能委婉拒絕這項邀約（不過一護猜測雨龍是有鑑於自己身為滅卻師與虛敵對的立場，不方便參與這場救援行動，因此對於雨龍的回覆並不感到意外，更認為雨龍反而會因為沒有人詢問他的參與意願而感到不悅），並且在無形帝國領導人優哈巴哈率軍進攻屍魂界並返回冰之宮殿後，被星十字騎士團成員「B」雨葛蘭·哈斯沃德帶往冰之宮殿，接受優哈巴哈的指示，於執行覺醒儀式的過程中飲下優哈巴哈的血液，還被優哈巴哈欽點成為無形帝國繼任領導者。面對優哈巴哈不尋常的決策，雨龍試著詢問前者這項決策背後的真正用意，卻意外地從對方口中，得知自己正是多年前唯一於名謂「聖別」的種族清洗行動裡倖存的混血滅卻師。優哈巴哈告訴雨龍，正因為雨龍擁有能夠超越他的能力，而且還幸運地於「聖別」事件裡僥倖存活至今，所以才會親自任命其為繼任的無形帝國領導者。然而根據雨葛蘭的解說，這其實是優哈巴哈為了讓無形帝國所有旗下成員能夠互相監視，令所有成員的目光全部集中在雨龍的身上，從而讓雨龍在無法任意行動的情況下，選擇服從於優哈巴哈的計畫。
雨龍隨同優哈巴哈和星十字騎士團現身於受到無形帝國滅卻師的力量影響而化為冰之宮殿的瀞靈廷，見證星十字騎士團和護廷十三隊再度開戰的經過。據雨葛蘭的說法，他早已發現雨龍是為了伺機替母親復仇才會接受無形帝國的邀請，並對雨龍道出執行覺醒儀式的代價。正當優哈巴哈即將動身進攻靈王宮之際，一護在戀次、白哉、露琪亞、修兵、一角、弓親的援護下擺脫欲追殺其的星十字騎士團成員，準備阻止優哈巴哈。雨龍試圖規勸一護回首未果，轉而對後者發動攻擊，但被隨後抵達現場的織姬以「三天結盾」擋下所有的攻擊，轉而跟隨優哈巴哈和雨葛蘭離開瀞靈廷前往靈王宮。在一護與優哈巴哈戰鬥時，襲擊了一護和四楓院夜一。
優哈巴哈將靈王宮改造為真世界城後，雨葛蘭察覺其欲叛變的行為，雙方繼而發生衝突，隨後遇到一護、茶渡和織姬，雨龍在混戰中向他們說明破壞真世界城的方式，將能夠開啟「太陽之門」的「太陽鑰匙」交給他們，計劃讓他們藉此逃往現世，而自己有意留在真世界城，啟動破壞真世界城的陷阱，但被雨葛蘭出面阻止。之後，雨龍獨自和雨葛蘭展開交戰，面對雨葛蘭質問其為何不選擇效忠賜與其力量的優哈巴哈，雨龍表態自己和朋友們都是重視彼此才作此決擇，正當雨葛蘭企圖對雨龍痛下殺手之際，雨龍親眼目擊優哈巴哈啟動「聖別」吸收雨葛蘭力量的場面。事後雨葛蘭於斷氣前請求雨龍將身上的所有傷勢迴轉至他的身上，幫助雨龍恢復成完好無傷的狀態趕去支援一護等人。
趕往支援一護等人的途中，雨龍和抵達屍魂界的一心和父親石田龍弦會合，從龍弦的手裡取得一枚以「銀血栓」鑄成特製箭頭。透過龍弦的說明，雨龍始得知當年龍弦解剖因「聖別」而喪生的母親葉繪的遺體是為了研究對抗優哈巴哈的方法。遂趕往一護、藍染、優哈巴哈決戰的現場，趁隙持弓射出「銀血栓之箭」擊中優哈巴哈的身軀，使其短暫無法使用力量，讓黑崎一護得以乘勝追擊並擊敗優哈巴哈，至此了結和優哈巴哈之間的恩怨。

### 結局篇
無形帝國戰役落幕十年後，雨龍繼承父親的衣缽成為醫師，當一護的親友、已婚且育有一女莓花的戀次和露琪亞，待在一護的家裡聚會兼觀看茶渡參加WBO拳擊賽的轉播時，其雖然沒有隨行，仍獨自待在醫院頂樓，透過手機觀看茶渡的參賽轉播。

## 滅卻師之力

### 使用武器
雨龍是速度型的角色，速度極快但力量不強。主要利用象徵「最後的滅卻師」的滅卻十字項鍊，藉由吸收靈子，將滅卻十字項鍊變成靈弓進行遠程攻擊。一開始使用的靈弓為「弧雀」，其後為進入屍魂界而戴上散靈手套，在對十二隊隊長涅繭利時解放散靈手套，成為滅卻師最終形態，擊敗涅繭利並失去滅卻師能力。
後來在其父親協助下，再度取得滅卻師能力及使用靈弓「銀嶺弧雀」及「劃破靈魂之物」。空座町大戰結束1年5個月後，雨龍協助一護對抗銀城空吾時，正式換上一把全新的短靈弓。至於招式和詠唱咒文，多以德語發音為主。動畫版的靈壓顏色為淺藍色。
千年血戰篇中，雨龍於留駐無形帝國的期間接受覺醒儀式，飲下優哈巴哈的血液，被優哈巴哈在其靈魂銘刻和聖文字「A」對應的力量，並取得全新的純白長弓作為新武器。作為執行儀式的代價，雨龍的力量將會在身故後，被優哈巴哈全盤接收，融合成後者生命和力量的部分。

雨龍使用銀嶺弧雀攻擊

| 武器名稱                               | 簡介 |
| -------------------------------------- | --- |
| 靈弓「弧雀」（Kojiaku）                | 黑白色紋路弓身，附著小型支架的靈弓。雨龍從故事初期到屍魂界拯救篇為止，都使用這把靈弓作戰。在屍魂界使用滅卻師最終型態的時候，曾變成漸層式的灰色靈弓。 |
| 靈弓「銀嶺弧雀」（Ginreigojiaku）      | 雨龍從破面篇重獲滅卻師能力後，到死神代理消失篇為止使用的第二把靈弓。全身泛著藍色光芒，弓身主體由相互交叉的長短十字型與八角型組成。靈弓「銀嶺弧雀」最大連射數為1200發。 |
| 靈弓（暫無名稱）                       | 雨龍從死神代理消失篇後段，開始改用的第三把靈弓。白色短弓身畫著兩枚指向末梢的反方向帶豎劃箭頭。 |
| 靈弓（暫無名稱）                       | 雨龍於千年血戰篇經由優哈巴哈的主導執行覺醒儀式後，開始改用的第四把靈弓。擁有純白的長弓身，當雨龍使用此弓發動攻擊時，弓身會泛著靈子的光芒。後來在對抗星十字騎士團團長暨無形帝國參謀「B」雨葛蘭·哈斯沃德的時候，靈弓則變成「X」型的靈子光芒姿態。 |
| 武器「劃破靈魂之物」（Seele Scheider） | 在進入虛圈前，雨龍偷拿父親的其中一樣武器，是滅卻師唯一刀型的武器。平時外觀是隻輕便的銀色刀柄，在戰鬥時可以凝聚靈子，像劍一樣作近距離攻擊，但刀鋒上的靈子振動頻率約為每秒300萬下，有如電鋸一般。常用的用途是砍鬆對手的靈子結構，以方便奪取靈子。刀柄頂端有儲存靈子的功能，戰鬥時可藉此暫時回復刀刃。其真正用法是裝填在靈弓的箭。另外「劃破靈魂之物」也是施展『破芒陣』的必備物件之一。雨龍在對戰緹魯蒂時，利用劃破靈魂之物吸收緹魯蒂的靈子刀刃攻擊並轉化成自己的力量，成功打倒對方。 |
| 武器「銀筒」（Ginto）                  | 儲存靈子的舊式武器。一般把修行時的靈子濃縮儲存起來，戰鬥時配合術式發揮效果，體積細小，可以大量攜帶。 |
| 銀箭（暫無特殊名稱）                   | 當優哈巴哈對滅卻師啟動「聖別」後，會使滅卻師體內出現「銀血栓」而死。龍弦曾將銀血栓鑄成特製銀箭，擁有暫時封印優哈巴哈力量的特性，千年血戰篇將該箭矢交給雨龍。 |

### 基本能力
| 招式名稱                    | 簡介 |
| --------------------------- | --- |
| 「飛鐮腳」（Hirenkyaku）    | 滅卻師的高速移動步法，雨龍稱飛鐮腳比死神所用的瞬步更快，甚至能追上破面的響轉。還能將靈子凝聚腳下達到類似飛行的作用。 |
| 「亂裝天傀」（Ransōtengai） | 利用靈力製成的絲線，像控制木偶般，重新令手腳能夠活動的超高級滅卻師戰術。                                             |

### 技能與招式
| 招式名稱                              | 簡介 | 詠唱 / 備註 |
| ------------------------------------- | --- | --- |
| 技『神聖滅矢（Heilig Pfeil）』        | 發射出一支如閃電般運動的光箭，並精準命中敵人，不需詠唱即可使用。只要在凝聚週遭靈子形成光箭的期間，有任何具備強盛靈力的對象近距離接觸施術者，光箭的威力也會跟著增強。雨龍和一護初次見面時，在一護與露琪亞面前用此精確擊殺了一頭虛。劇情中期開始，已經能在短時間內射出多支光箭攻擊敵人。千年血戰篇中，雨龍接受覺醒儀式飲下優哈巴哈的血液，被賦予和聖文字「A」對應的力量後，雨龍射出的箭矢後方會出現滅卻師五角星的模樣。 | 雨龍初登場時將此技能命名為「疾」，對於歸刃狀態（拆卸翅膀之前）的緹魯蒂與積蓄力量後的牙密完全起不了作用。此外，基路傑·歐丕表示雨龍的神聖滅矢威力並不會輸給他。 |
| 技『靈魂對接（Soul Docking）』        | 一護和雨龍首度施展的合體技，一護將自己的斬魄刀固定在雨龍的頭頂，藉此強化雨龍的神聖滅矢，靈弓外圍覆蓋的靈子體積也會產生變化。 | 一護和雨龍曾於空座町聯手抵抗基力安時施展此技。 |
| 技『光之雨（Licht Regen）』           | 從空中對地面垂直發射出無數支光箭，速度極快，如同掃蕩大地的狂嵐暴雨。不需詠唱即可使用，攻擊極致華麗、氣勢磅礴。 | 對二段歸刃的烏爾奇奧拉完全起不了作用。此外，雨龍曾於千年血戰篇對一護施展此技攻擊對方，但被織姬施展「三天結盾」擋下攻擊。 |
| 技『聖噬（Haizen）』                  | 由四個銀筒結成四方形破壞陣，靈力從銀筒發出破壞陣內靈體的術式。 | 「大氣的戰陣，接收聖杯吧！ 聖噬！」 |
| 技『綠杯（Guanto Sanrei）』           | 使用兩個銀筒釋出靈力，從高處下跌時所使用的緩衝術式。 | 「杯啊！ 向西方傾斜。綠杯！」 |
| 技『五架縛（Gritz）』                 | 接近敵人後，釋出一個銀筒的靈力。靈力化為帶有五芒星印記的膠囊包裹敵人。 | 「揮下銀鞭，墜落至五手石地。五架縛！」 |
| 技『破芒陣（Sprenger）』              | 雨龍最強的招式，先使用「劃破靈魂之物」在地面畫出滅卻師之陣，並置五柄劃破靈魂之物於陣角端。再滴下銀筒中的濃縮靈子，引發陣內大規模爆炸。屬於威力強大的複雜陷阱陣式。 | 不需詠唱，但佈陣需時。雨龍笑言沒有可靠的同伴在場就無法施展。若有同伴將自己的靈力灌注於劃破靈魂之物裡，威力會更加強大（詳見動畫原創護廷十三隊侵軍篇）。雨龍曾於破面篇透過戀次的協助，得以成功地施展此術重創NO.8薩爾阿波羅·古蘭茲，但薩爾阿波羅隨即藉著啃噬身邊的從屬官，迅速地治好自己的傷勢，抵銷破芒陣帶來的傷害。 |
| 技『聖光之陣（Gert Sprenger）』       | 僅在劇場版四中出現，利用「劃破靈魂之物」在對方的身體上劃出傷口，破壞對方的靈子結構使靈子流出作為發動「聖光之陣」的靈力源，當靈力足夠時就可以從「劃破靈魂之物」製造出與「破芒陣」一樣的高密度靈子結界困住對方，且不斷的縮小將對方壓扁。 | 其優勢是即便自身靈力不足了也能藉由對方的靈力發動。 |
| 聖文字能力『完全反立（Anti Thesis）』 | 雨龍於千年血戰篇飲下優哈巴哈的血液（覺醒儀式）所賦予的聖文字能力，能夠在指定的兩點之間，讓已經發生的事情「逆轉」。雨龍曾以此將自己的傷勢全數逆轉給雨葛蘭，令對手身受重傷。 | 雨葛蘭能運用「世界調和」的能力，將使他負傷的幸運以等量的不幸返還給雨龍，還能將自身負傷的不幸轉由「替身之盾」承受，並降臨在雨龍身上。 |

### 滅卻師最終型態
必須將散靈手套拆卸下來才能發動且僅能使用一次的戰鬥型態。解下散靈手套後，身上披著繡有滅卻師圖紋的白色護甲，衣袖左邊短右邊長，腰帶上的繡紋長衣襬覆蓋右下半身，持有漸層型弓身的灰色靈弓。右肩上方會有靈子積蓄成的光翼，可以大幅吸收周遭的靈子，化為自己的力量，攻擊力也變得更加強悍，但之後會失去滅卻師的能力。雨龍曾在此型態下僅用一箭便將涅繭利的卍解「金色疋殺地藏」貫穿兩半並重創對方。但事後也因此必須接受特訓，才能恢復滅卻師的力量。
雨龍稱此型態為「滅卻師最終型態（Quincy Letzt Stil）」，之後無形帝國的基路傑·歐丕說明「滅卻師完聖體（Quincy Vollständig）」為無形帝國的滅卻師將原本的「滅卻師最終型態」加以改良，兩者不盡相同。

## 卷首語
- 「我们被彼此所吸引，如水滴一般，如行星一般；我们對相互排斥，如磁铁一般，如肌膚顏色一般。」——單行本第四集。
- 「如果語言有形有體的話，站在黑暗中的你應該看不到吧。」──單行本第七十二集。